# Farkas István (villamosmérnök)
Farkas István (Sormás 1951. június 28.) villamosmérnök, a gödöllői Szent István Egyetem intézetvezető egyetemi tanára, az MTA doktora, a folyamatirányítás, hő- és anyagtranszport, szárítás, megújuló energiaforrások a Magyar Érdemrend tisztikeresztjével kitüntetett szakértője.

## Szakmai pályája
A Budapesti Műszaki Egyetemen 1975-ben szerzett villamosmérnöki oklevelet. 1976-ban kutató-fejlesztő szakmérnök, 1977-ben egyetemi doktor. 1975-1980 között számítástechnikai mérnökként tevékenykedett, 1980-1983 ösztöndíjas aspiráns (TMB).
1983-tól egyetemi adjunktus, 1986-tól egyetemi docens. 1994-ben nevezték ki tanszékvezető egyetemi tanárrá, 2008-tól intézetigazgató.
1985-ben szerezte meg a műszaki tudomány kandidátusa címet, 1993-tól az MTA doktora. 1994-ben habilitált a műszaki tudományokban. Szent István Egyetem Műszaki Tudományi Doktori Iskola vezetője, a BME Gépészmérnöki Kara Gépesítési Doktori Tanácsának tagja.

## Kutatási témái
- Mesterséges látáson alapuló öntözésirányítás
- Mezőgazdasági termékek szárításának elméleti és kísérleti vizsgálata
- Szoláris fotovillamos rendszerek energiaviszonyainak elmélete és kísérleti vizsgálata[2]

## Szakmai szervezeti és bizottsági tagságai
- a Európai Fotovillamos Rendszerek Bizottság tagja[3]
- a Európai Tüzelőanyagcellák Alkalmazási Bizottság tagja
- a FAO Növényházi Termesztés Munkabizottság tagja
- a Nemzetközi Automatizálási Szövetség, Mezőgazdasági Munkabizottság munkacsoport vezetője
- a Nemzetközi Napenergia Társaság Európai Tagozatának magyar képviselője
- a Vegyészmérnökök Európai Szövetsége, Szárítási Munkabizottság magyar képviselője
- a Magyar Tudományos Akadémia Megújuló Energia Albizottság vezetője, az MTA Energetikai Bizottság, valamint az MTA Energetikai és Környezet Albizottság tagja
- a Magyar UNESCO Bizottság tagja

## Díjai, elismerései
- Széchenyi professzori ösztöndíj 1997-2000[2]
- Miniszteri Elismerő Oklevél (Földművelésügyi és Vidékfejlesztési Minisztérium), 2009
- Dr. Kocsis Károly-díj 2011
- A Magyar Érdemrend tisztikeresztje (polgári tagozat), 2013[4]

## Publikációs tevékenysége
Farkas István mintegy 400 közlemény szerzője, illetve társszerzője, ebből közel 50 szakcikk, 172 konferenciacikk (2013 decemberi állapot szerint). 2 szabadalmi oltalom alá eső tételt jegyez. Munkáira közel 300 hivatkozást kapott, Hirsch-indexe 8.